# Konžská demokratická republika na letních olympijských hrách
Konžská demokratická republika na letních olympijských hrách startuje od roku 1968. Toto je přehled účastí, medailového zisku a vlajkonošů na dané sportovní události.

## Účast na Letních olympijských hrách
| Dějiště LOH            | LOH      | Vlajkonoš                           | Zlatá medaile | Stříbrná medaile | Bronzová medaile | Celkem |
| ---------------------- | -------- | ----------------------------------- | ------------- | ---------------- | ---------------- | ------ |
| 1968 Ciudad de México  | LOH 1968 | nebyl                               |               |                  |                  | 0      |
| 1972 Mnichov           | 1972     |                                     |               |                  |                  | Ne     |
| 1976 Montréal          | 1976     |                                     |               |                  |                  | Ne     |
| 1980 Moskva            | 1980     |                                     |               |                  |                  | Ne     |
| 1984 Los Angeles       | LOH 1984 | Christine Bakombo                   |               |                  |                  | 0      |
| 1988 Soul              | LOH 1988 | nebyl                               |               |                  |                  | 0      |
| 1992 Barcelona         | LOH 1992 | nebyl                               |               |                  |                  | 0      |
| 1996 Atlanta           | LOH 1996 | Lukengu Ngalula                     |               |                  |                  | 0      |
| 2000 Sydney            | LOH 2000 | nebyl                               |               |                  |                  | 0      |
| 2004 Athény            | LOH 2004 | Gary Kikaya                         |               |                  |                  | 0      |
| 2008 Peking            | LOH 2008 | Franka Magali                       |               |                  |                  | 0      |
| 2012 Londýn            | LOH 2012 | Ilunga Mande Zatara                 |               |                  |                  | 0      |
| 2016 Rio de Janeiro    | LOH 2016 | Rosa Keleku                         |               |                  |                  | 0      |
| 2020 Tokio             | LOH 2020 | Marcelat Sakobi Matshu David Tshama |               |                  |                  | 0      |
| 2024 Paříž             | LOH 2024 |                                     |               |                  |                  | x      |
| Celkem                 | 11       |                                     | 0             | 0                | 0                | 0      |
| Zdroj na Olympedia.org |          |                                     |               |                  |                  |        |